# Kaffeklubben
Kaffeklubben (danska: Kaffeklubben Ø, grönländska: Inuit Qeqertaat) är en grönländsk ö belägen 37 kilometer ostnordost om Grönlands nordspets Kap Morris Jesup och är en av världens yttersta platser. Ön är cirka 1 kilometer i diameter och dess nordspets kategoriseras ofta som världens nordligaste landområde.
Kaffeklubben upptäcktes av Robert Peary år 1900 och första landstigningen gjordes av en dansk expedition 1921–1923 under ledning av Lauge Koch.
Det var denna expedition som namngav ön efter den informella diskussionsklubben Kaffeklubben på Mineralogisk Museum, vid Köpenhamns universitet. Flera medlemmar ur diskussionsklubben var med vid utforskningen 1921–1923.
Det finns vegetation på Kaffeklubben. Förutom mossor och lavar har purpurbräcka och fjällvallmo observerats.
Det finns ett antal ganska permanenta grusbankar norr om Kaffeklubben. 1978 upptäcktes sandbanken Oodaaq som ligger 705 km från Nordpolen och 1,36 km norr om Kaffeklubben, och 1996 lokaliserades en ännu längre norrut som fick namnet ATOW1996. Två år senare, 1998, upptäcktes 83-42 och 2001 upptäcktes RTOW2001. Alla dessa grusbankar har senare visat sig vara strandade isberg som det ansamlats grus och sand på, vilket gör Kaffeklubben till jordens nordligaste landområde.
| Kaffeklubben Kaffeklubben på kartan över Grönland. |